# Hères
Hères (okzitanisch: Èras) ist eine französische Gemeinde mit 101 Einwohnern (Stand: 1. Januar 2022) im Département Hautes-Pyrénées in der Region Okzitanien (vor 2016: Midi-Pyrénées). Sie gehört zum Arrondissement Tarbes und zum Kanton Val d’Adour-Rustan-Madiranais. Die Einwohner werden Hérois genannt.

## Geographie
Hères liegt rund 35 Kilometer nordöstlich der Stadt Pau an der Grenze zum Département Gers. Der Adour verläuft im östlichen Gemeindegebiet, im Westen der Louet mit seinem Zufluss Layza. Umgeben wird Hères von den Nachbargemeinden Castelnau-Rivière-Basse im Norden und Nordwesten, Jû-Belloc im Nordosten, Tieste-Uragnoux im Osten, Labatut-Rivière im Süden und Südosten, Soublecause im Südwesten sowie Madiran im Westen.

## Bevölkerungsentwicklung
| Jahr                       | 1962 | 1968 | 1975 | 1982 | 1990 | 1999 | 2006 | 2018 |
| -------------------------- | ---- | ---- | ---- | ---- | ---- | ---- | ---- | ---- |
| Einwohner                  | 162  | 162  | 139  | 145  | 128  | 124  | 107  | 123  |
| Quellen: Cassini und INSEE |      |      |      |      |      |      |      |      |

## Sehenswürdigkeiten

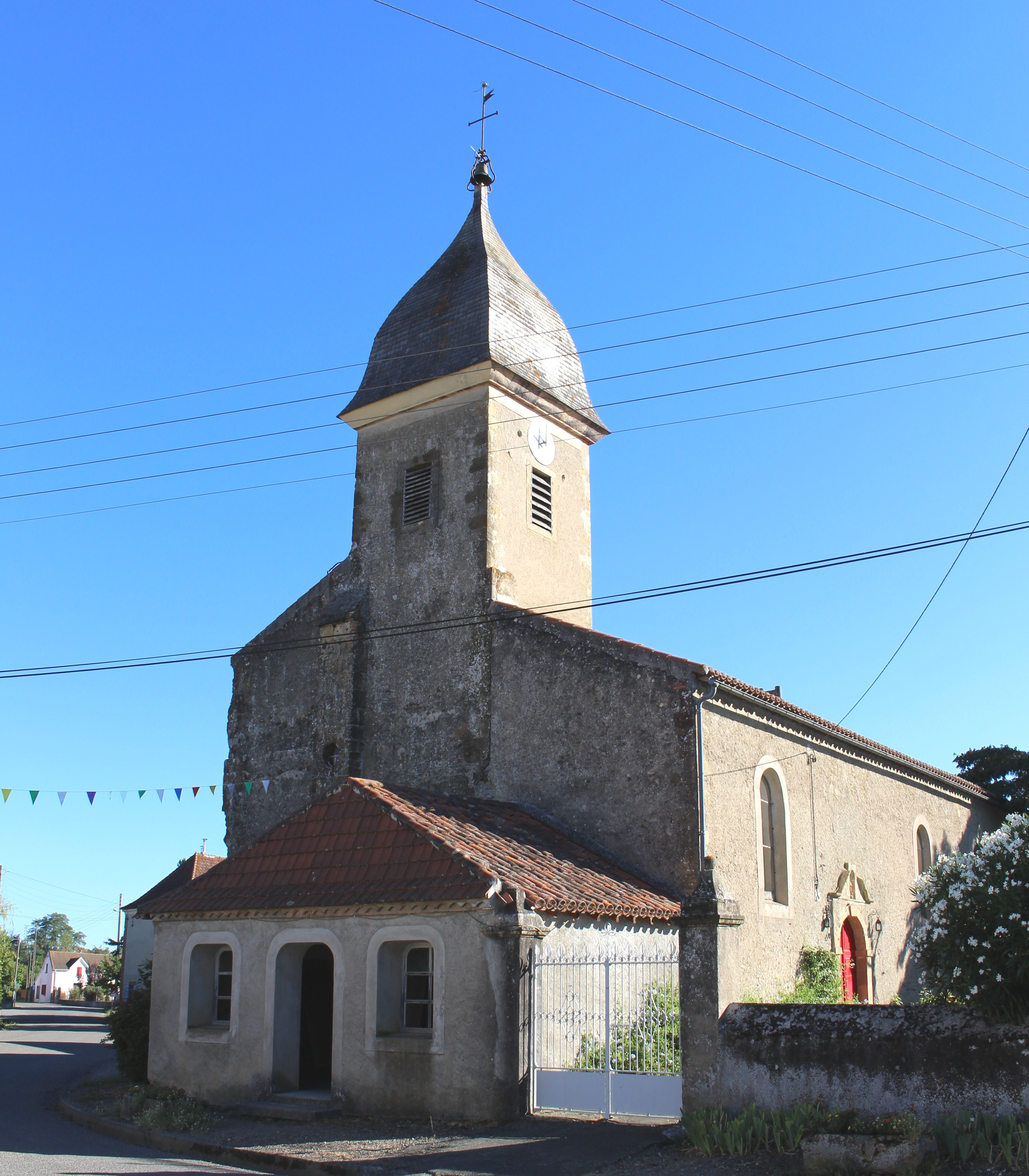
Kirche Saint-Jean-Baptiste

- Kirche Saint-Jean-Baptiste